# Leonid Iwanow (lotnik)
Leonid Iłłarianowicz Iwanow (ros. Леонид Илларионович Иванов, ur. 26 lipca?/8 sierpnia 1909 w Kaszyrze, zm. 28 czerwca 1941 k. lotniska Afrikanda w obwodzie murmańskim) – radziecki lotnik wojskowy, uhonorowany pośmiertnie tytułem Bohatera Związku Radzieckiego (1941).

## Życiorys
Po ukończeniu szkoły od lata 1930 pracował w fabryce w Moskwie jako frezer i jednocześnie wieczorowo studiował w Instytucie Mechanicznym, od maja 1932 służył w Armii Czerwonej. W 1935 ukończył wojskową szkołę lotniczą w Stalingradzie (obecnie Wołgograd), był pilotem oddziałów lotniczych Leningradzkiego Okręgu Wojskowego i na Dalekim Wschodzie (w Chabarowsku). W lutym-marcu 1940 brał udział w wojnie z Finlandią, później był lotnikiem 147 pułku lotnictwa myśliwskiego pod Murmańskiem. Po ataku Niemiec na ZSRR walczył na Froncie Północnym, w walkach powietrznych 26-27 czerwca 1941 strącił dwa samoloty wroga podczas ataku na miasto, węzeł kolejowy i lotnisko Kandałaksza. Był dowódcą 4 eskadry 147 pułku lotnictwa myśliwskiego 1 Mieszanej Dywizji Lotniczej 14 Armii Powietrznej Frontu Północnego w stopniu starszego porucznika. 28 czerwca 1941 został zaatakowany przez siedem wrogich samolotów i zestrzelony, spłonął w samolocie. Został pochowany w miejscowości Afrikanda.

## Odznaczenia
- Złota Gwiazda Bohatera Związku Radzieckiego (pośmiertnie, 22 lipca 1941)[1]
- Order Lenina (pośmiertnie, 22 lipca 1941)
- Order „Znak Honoru” (luty 1941)